# (36904) 2000 SS179
2000 SS179 (asteroide 36904) é um asteroide da cintura principal. Possui uma excentricidade de 0.05815960 e uma inclinação de 7.50052º.
Este asteroide foi descoberto no dia 28 de setembro de 2000 por LINEAR em Socorro.